# Джордж Кук (футболіст)
Джордж Едвін Кук (англ. George Edwin Cooke, нар. 17 лютого 1883, Сент-Луїс — пом. 3 червня 1969, Сент-Луїс) — американський футболіст, що грав на позиції захисника. Відомий за виступами у складі команди «Сен-Роуз Періш», яка виконувала роль другої збірної США на Олімпійських іграх 1904 року, та став у її складі бронзовим призером Олімпіади.

## Біографія
Народився Джордж Кук у місті Сент-Луїс. На клубному рівні грав за місцеву команду «Сен-Роуз Періш», який у 1904 році на Олімпійських іграх грав як другий склад збірної США. На турнірі Джордж Кук зіграв у 3 матчах, та став у складі команди бронзовим призером ігор. Після закінчення виступів на футбольних полях Джордж Кук жив разом із численною родиною в Сент-Луїсі. Помер Джордж Кук у 1969 році.

## Титули і досягнення
- Бронзовий олімпійський призер: 1904